# Чечина (Бреша)
Чечина (итал. Cecina) је насеље у Италији у округу Бреша, региону Ломбардија.
Према процени из 2011. у насељу је живело 203 становника. Насеље се налази на надморској висини од 130 м.